# 二碲化钨
二碲化钨是钨的碲化物，化学式 WTe2。

## 制备
二碲化钨可以由钨和碲在 800 °C 的真空下直接反应而成。
{\displaystyle \mathrm {W+2\ Te\longrightarrow WTe_{2}} }

## 性质
二碲化钨是一种灰色固体，不溶于水。在 650 °C 时，二碲化钨会和氧气反应，600 °C时在真空中分解。它是正交晶系的，空间群 Pmn21 (No. 31)。 它有着层状结构。

## 用处
二碲化钨可用于半导体工业。